# Serie 4000
La serie 4000 es una familia de la industria de circuitos integrados estándar que implementan una variedad de funciones lógicas. La también conocida como familia CMOS mejoras en algunas características a los circuitos integrados TTL de la serie 7400.

## Introducción

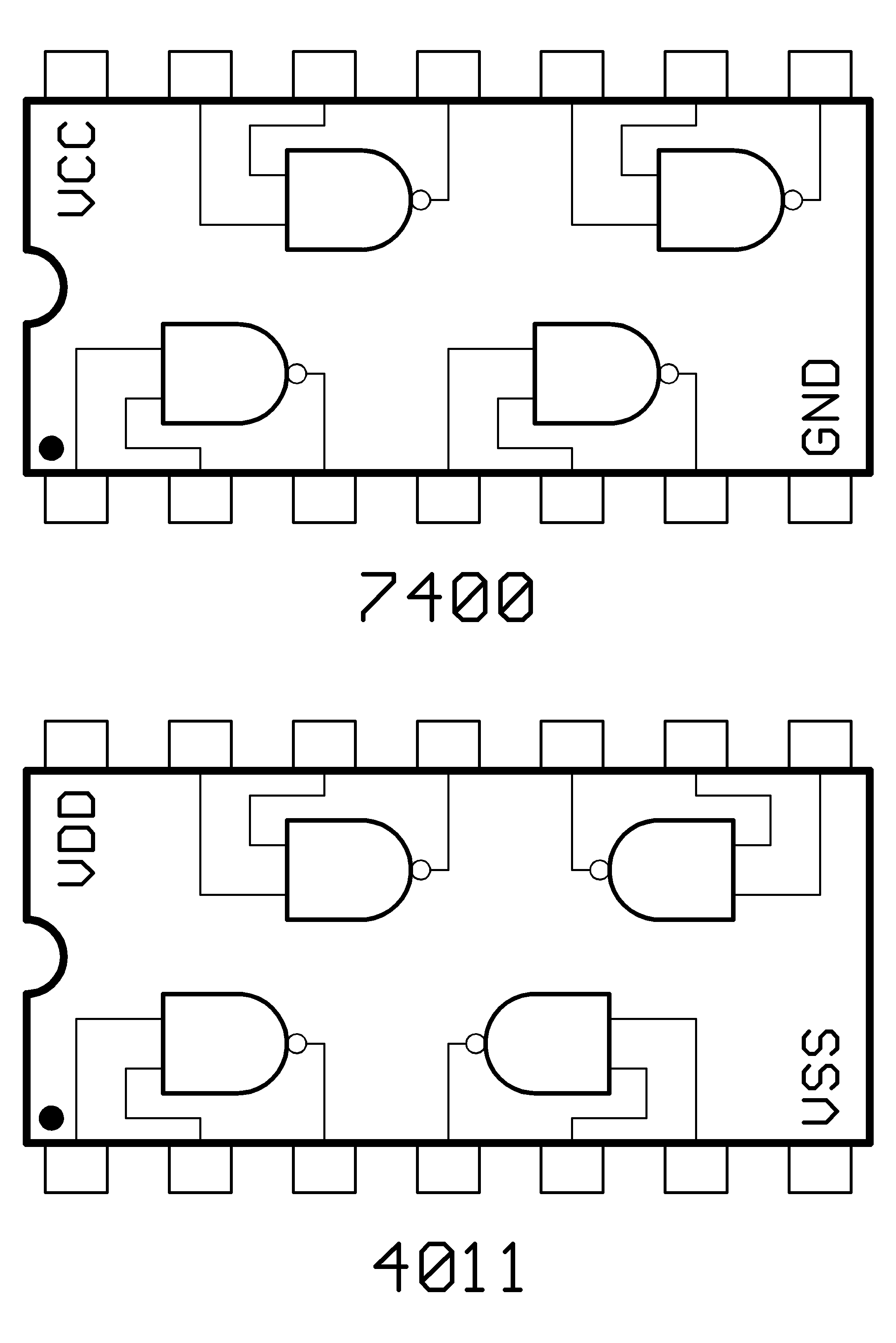
Ejemplo de circuitos equivalentes en TTL y CMOS.

La principal ventaja de esta familia, es la menor disipación de potencia por función, lo que supone una mayor integración en menos espacio. Tienen una mayor inmunidad al ruido eléctrico que la tecnología TTL, sin embargo los tiempos de propagación, son en general superiores. La familia CMOS básica aparece en los catálogos como serie 4000, y en ella se incluyen puertas lógicas, contadores, microprocesadores, memorias, registros, etc.
La serie se amplió a finales de los años 70 y comienzo de los 80 para incluir circuitos con nuevas funciones integradas, así como mejoras de las versiones existentes en los chips de la serie. La mayoría de estos nuevos chips se denominaron 45xx y 45xxx, pero suelen ser considerados todavía por los ingenieros como parte de la serie 4000.

## Características

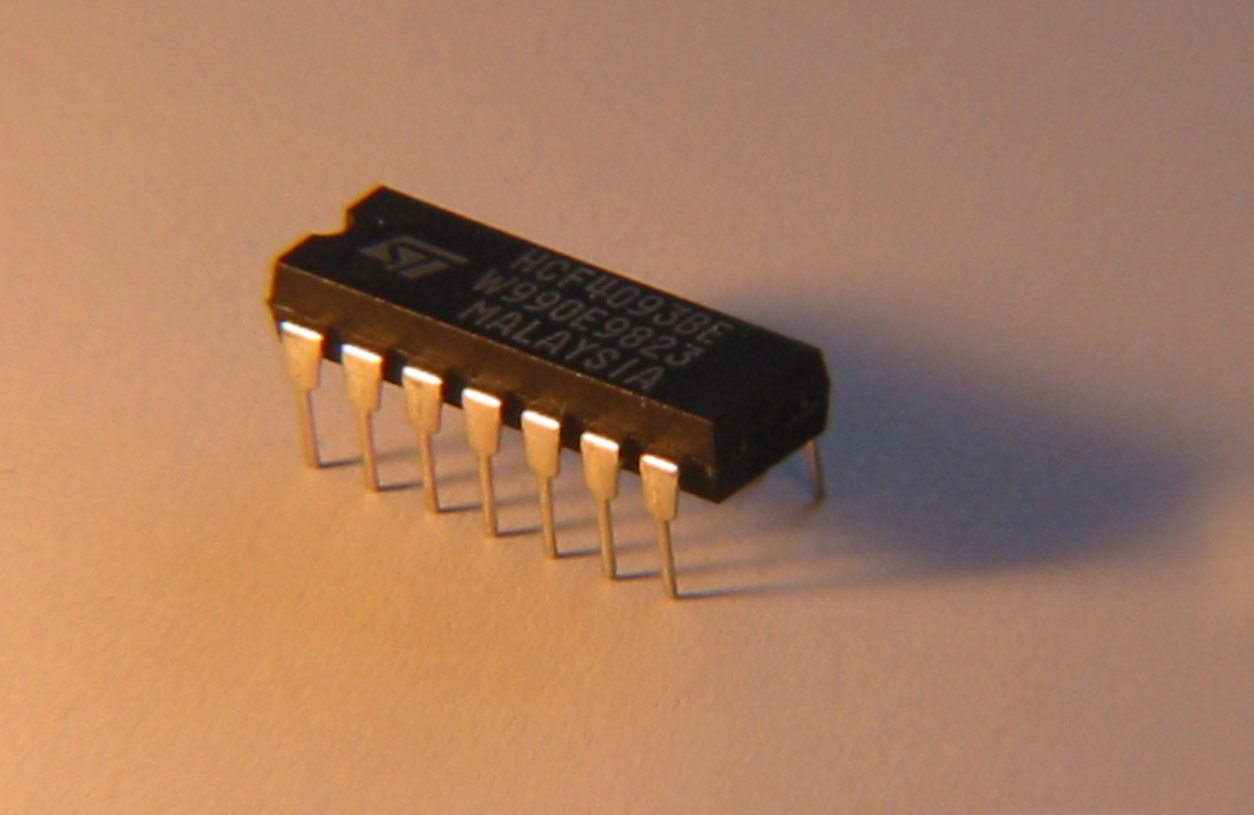
Circuito integrado 4093 con un encapsulado DIP.

Seguidamente se enumeran las principales características:
- Tensión de alimentación variable entre 3 V y 18 V.
- Rango de temperatura comprendido entre -40 °C y 85 °C.
- Abanico de salida generalmente superior a 50.
- Niveles de tensión, para una alimentación de 5V:
  - Tensión de entrada a nivel alto mínima: 3,5 V.
  - Tensión de entrada a nivel bajo máxima: 1,5 V.
  - Tensión de salida a nivel alto mínima: 4,95 V.
  - Tensión de salida a nivel bajo máxima: 0'05 V.
- Gran inmunidad al ruido; no le afectan impulsos del 30% de la tensión de alimentación.
- Los tiempos de propagación varían inversamente a la tensión de alimentación, siendo de 125 ns para 5 V y de 45 ns para 15 V.
- Potencia disipada por puerta: 10 nW.

## Ejemplos de circuitos comunes
Seguidamente se indican algunos ejemplos de circuitos pertenecientes a esta serie.
| 4000 - Dos puertas NOR de tres entradas e inversor (Dual tri-Input NOR Gate and Inverter) |
| 4001 - Cuatro puertas NOR de dos entradas (Quad 2-input NOR gate)                         |
| 4002 - Dos puertas NOR de cuatro entradas (Dual 4-input NOR gate)                         |
| 4006 - Registro de desplazamiento de 18 estados (18 Stage Shift register)                 |
| 4007 - Dos pares de CMOS más inversor (Dual CMOS Pair Plus Inverter)                      |
| 4008 - Sumador de 4 bits (4 bit adder)                                                    |
| 4009 - Seis amplificadores inversores (Hex inverting Buffer amplifier)                    |
| 4010 - Seis amplificadores no inversores (Hex non-inverting buffer)                       |
| 4011 - Cuatro puertas NAND de dos entradas (Quad 2-input NAND gate)                       |
| 4017 - Contador por décadas (Decade counter / walking ring counter)                       |
| 4026 - Contador para led de 7 segmentos (7-segment LED counter)                           |
| 4071 - Cuatro puertas OR de dos entradas (Quad 2-input OR gate)                           |
| 4081 - Cuatro puertas AND de dos entradas (Quad 2-input AND gate)                         |